# Скрунда
Скрунда (произношение) (на латвийски: Skrunda) е град в западна Латвия, намиращ се в историческата област Курземе и се намира в административен район Кулдига. Скрунда получава статут на град през 1996 година, което го прави един от най-младите латвийски градове. През града минава една от най-големите реки в страната Вента.